# Pua novaezealandiae
Pua novaezealandiae är en spindelart som beskrevs av Forster 1959. Pua novaezealandiae ingår i släktet Pua och familjen Micropholcommatidae. Inga underarter finns listade i Catalogue of Life.